# Édéa
Édéa è una città del Camerun sudoccidentale, capoluogo del dipartimento di Sanaga-Maritime (regione del Litorale).
Sorge a breve distanza dalla costa del golfo di Guinea, nel basso corso del fiume Sanaga, una cinquantina di chilometri a sudest di Douala.
La città riveste un'importanza particolare a livello industriale, all'interno del contesto camerunese; è infatti sede di un grosso complesso per la produzione di alluminio a partire dalla bauxite, aperto nel 1955 ancora prima dell'indipendenza del Paese.
Nei pressi della città sorge inoltre un'importante centrale idroelettrica, sul fiume Sanaga, dalla quale viene prodotto il 95% dell'energia fornita in Camerun.